# Heposaari (ö i Finland, Egentliga Tavastland, Tavastehus)
Heposaari är en ö i Finland. Den ligger i sjön Oksjärvi och i kommunen Tavastehus i den ekonomiska regionen  Tavastehus ekonomiska region  och landskapet Egentliga Tavastland, i den södra delen av landet, 110 km norr om huvudstaden Helsingfors. Öns area är 4,6 hektar och dess största längd är 380 meter i sydöst-nordvästlig riktning.